# Ernesto Laclau
Ernesto Laclau (6. října 1935 – 13. dubna 2014 Sevilla, Španělsko) byl argentinský filozof, představitel postmarxismu a poststrukturalismu.

## Biografie
Pocházel z Buenos Aires, odešel však do Spojených států, kde se nakonec stal profesorem politických věd na Univerzitě v Essexu (New York).
Vypracoval filozofii radikální nahodilosti, při čemž byl velmi ovlivněn zejména koncepcí diskurzu Michela Foucaulta a différance Jacquese Derridy.
Spolu s Chantal Mouffeovou napsal vlivnou knihu Hegemonie a socialistická strategie, v níž se pokusil definovat tzv. postmarxismus, tedy radikálně demokratickou politickou strategii, která by se neopírala o proletariát ani žádný jiný konkrétní politický projekt.

## Dílo
- Politics and Ideology in Marxist Theory (1977)
- LACLAU, Ernesto, MOUFFE, Chantal: Hegemony and socialist strategy: toward a radical democratic politics, London, Verso 1985 (česky: Hegemonie a socialistická strategie, 2014).
- New Reflections on the Revolution of our Time (1990)
- The Making of Political Identities (1994)
- Emancipation(s) (1996)
- Contingency, Hegemony, Universality (2000) (s Judith Butlerovou a Slavojem Žižekem)
- On Populist Reason (2005)
- Elusive Universality (2010)